# Condizionalità
Il termine Condizionalità, in politica economica e nelle relazioni internazionali, è l’uso di condizioni legate alla fornitura di benefici come un prestito, la cancellazione del debito o gli aiuti bilaterali. Queste condizioni sono generalmente imposte da istituzioni finanziarie internazionali o organizzazioni regionali e hanno lo scopo di migliorare le condizioni economiche all’interno del paese destinatario.
In un'accezione più vasta opera come sinonimo di sinallagma e, in politica agricola ed ambientale, è nota come eco-condizionalità (cross-compliance in inglese ed éco-conditionnalité in francese): ciò si riferisce all'insieme di regole che ogni agricoltore beneficiario di contributi messi a disposizione dalla Politica Agricola Comune (PAC) è tenuto a rispettare.

## Istituzioni finanziarie internazionali
La condizionalità è generalmente utilizzata dal Fondo monetario internazionale, dalla Banca mondiale o da un paese donatore per quanto riguarda prestiti, riduzione del debito e aiuti finanziari. Le condizionalità possono comportare requisiti relativamente non controversi per migliorare l’efficacia degli aiuti, come le misure anticorruzione, ma possono comportare aspetti altamente controversi, come l’austerità o la privatizzazione di servizi pubblici chiave, che possono provocare una forte opposizione politica nel paese destinatario, dove spesso hanno alimentato crisi di rigetto e forme esasperate di sovranismo. 
Queste condizionalità sono spesso raggruppate sotto l’etichetta di aggiustamento strutturale poiché hanno avuto un ruolo importante nei programmi successivi alla crisi del debito degli anni ’80. 

### Unione europea
L’Unione Europea ha un modo indiretto di esercitare la condizionalità, in quanto i vincoli di spesa europea agli Stati membri - previsti dal trattato di Maastricht per la prima volta ed oramai recepiti nei trattati di Amsterdam - sono già una modalità di orientare in senso virtuoso le politiche di bilancio degli Stati membri. Un esercizio della condizionalità ancora più stringente, anche rispetto ai programmi di aiuto economico agli Stati membri in crisi, è poi stato riscontrato mediante l'azione congiunta della Troika nel caso della crisi economica della Grecia all'inizio degli anni Dieci del XXI secolo. 
L’Unione Europea applica poi la condizionalità in senso diverso - volto a garantire l'accettazione, da parte degli Stati candidati, dei valori politico-costituzionali di tipo occidentale posti alla base dei Trattati dell'Unione europea - rispetto all’allargamento, con l’adesione condizionata al rispetto dei criteri di Copenaghen da parte dei paesi candidati e all’adozione dell’acquis comunitario.

## Politica agricola
Il concetto di un insieme di regole di comportamento volte alla salvaguardia dell'ambiente e della sanità pubblica, applicato in ambito agricolo, è stato introdotto dal Consiglio europeo di Lussemburgo nel 1997, ripreso all'interno del vertice del Consiglio europeo di Berlino del 1999 con l'adozione della cosiddetta AGENDA 2000 ed istituito formalmente con il regolamento (CE) n. 1782/2003 del Consiglio del 29 settembre 2003, pubblicato nella G.U.U.E. 21 ottobre 2003, n. L 270.
Negli Allegati III e IV del regolamento (CE) n. 1782/2003 gli impegni di condizionalità si presentavano divisi in Criteri di Gestione Obbligatori (CGO, Allegato III) e Buone Condizioni Agronomiche e Ambientali (BCAA, Allegato IV).
I CGO, denominati anche "Atti" nella normativa italiana, fanno riferimento a normativa europea già esistente, Direttive o Regolamenti, mentre le BCAA, denominate "Norme", sono elencate in relazione a obiettivi di salvaguardia, mantenimento e protezione del suolo agricolo, introdotti dal regolamento stesso.
Nell'allegato III al regolamento (CE) n. 1782/2003, i CGO si presentano divisi in tre gruppi di impegni con applicazione distribuita nel tempo: otto CGO applicabili a partire dal 1º gennaio 2005, sette dal 1º gennaio 2006 e tre dal 1º gennaio 2007.
In Italia, l'applicazione della condizionalità è stata definita all'interno del DM 13 dicembre 2004 del Ministero delle Politiche Agricole Alimentari e Forestali (MiPAAF).
Qui di seguito la lista completa degli Atti, divisa rispetto all'ambito di intervento (campo di condizionalità) e anno di applicazione:

### 1 - Ambiente
(Dal 1.1.2005)
Atto A1 – Direttiva 2009/147/CE, concernente la conservazione degli uccelli selvatici;
Atto A2 – Direttiva 80/68/CEE, concernente la protezione delle acque sotterranee dall’inquinamento provocato da certe sostanze pericolose;
Atto A3 – Direttiva 86/278/CEE, concernente la protezione dell’ambiente, in particolare del suolo, nell’utilizzazione dei fanghi di depurazione in agricoltura;
Atto A4 – Direttiva 91/676/CEE, relativa alla protezione delle acque dall’inquinamento provocato dai nitrati provenienti da fonti agricole;
Atto A5 – Direttiva 92/43/CEE, relativa alla conservazione degli habitat naturali e seminaturali e della flora e della fauna selvatiche.

### 2 - Sanità pubblica, salute degli animali e delle piante
Atto A6 – Direttiva 2008/71/CE del Consiglio, del 15 luglio 2008, relativa all’identificazione e alla registrazione dei suini;
Atto A7 – Regolamento CE 1760/2000 che istituisce un sistema di identificazione e registrazione dei bovini e relativo all’etichettatura delle carni bovine e dei prodotti a base di carni bovine e che abroga il Regolamento CE 820/97;
Atto A8 – Regolamento CE 21/2004 del consiglio del 17 dicembre 2003 e s.m.i. che istituisce un sistema di identificazione e registrazione degli ovini e dei caprini e che modifica il Regolamento CE 1782/2003 e le direttive 92/102/CEE e 64/432/CEE (gu L 5 del 9.1.2001, pagina 8), articoli 3, 4 e 5.
(Dal 1.1.2006)
Atto B9 – Regolamento CE 1107/09 relativo all’immissione in commercio sul mercato dei prodotti fitosanitari;
Atto B10 – Direttiva 96/22/CE del consiglio concernente il divieto d'utilizzazione di talune sostanze ad azione ormonica, tireostatica e delle sostanze Beta-agoniste nelle produzioni animali e abrogazione delle direttive 81/602/ CEE, 88/146/CEE e 88/299/CEE;
Atto B11 – Regolamento CE 178/2002 del Parlamento europeo e del consiglio che stabilisce i principi e i requisiti generali della legislazione alimentare, istituisce l’autorità europea per la sicurezza alimentare e fissa le procedure nel campo della sicurezza alimentare;
Atto B12 – Regolamento (CE) 999/2001 del Parlamento europeo e del Consiglio recante disposizioni per la prevenzione, il controllo e l'eradicazione di alcune encefalopatie spongiformi trasmissibili;
Atto B13 – Direttiva 85/511/CEE del Parlamento europeo e del Consiglio concernente misure comunitarie di lotta contro l'afta epizootica;
Atto B14 – Direttiva 92/119/CEE del consiglio concernente l’introduzione di misure generali di lotta contro alcune malattie degli animali nonché di misure specifiche per la malattia vescicolare dei suini;
Atto B15 – Direttiva 2000/75/CE del consiglio che stabilisce disposizioni specifiche relative alle misure di lotta e di eradicazione della febbre catarrale degli ovini.

### 3 - Benessere degli animali
(Dal 1.1.2007)
Atto C16 – Direttiva 2008/119/CE, che stabilisce le norme minime per la protezione dei vitelli;
Atto C17 – Direttiva 2008/120/CE, che stabilisce le norme minime per la protezione dei suini;
Atto C18 – Direttiva 98/58/CEE, riguardante la protezione degli animali negli allevamenti.
Qui di seguito la lista delle BCAA, con obiettivi e Norme da implementare.
| Obiettivo | Norme                                                                      |
| Erosione del suolo: proteggere il suolo mediante misure idonee                                                          | - Copertura minima del suolo                                               |
| Erosione del suolo: proteggere il suolo mediante misure idonee                                                          | - Minima gestione delle terre che rispetti le condizioni locali specifiche |
| Erosione del suolo: proteggere il suolo mediante misure idonee                                                          | - Mantenimento delle terrazze                                              |
| Sostanza organica del suolo: mantenere i livelli di sostanza organica del suolo mediante opportune pratiche             | - Norme inerenti alla rotazione delle colture ove necessario               |
| Sostanza organica del suolo: mantenere i livelli di sostanza organica del suolo mediante opportune pratiche             | - Gestione delle stoppie                                                   |
| Struttura del suolo: mantenere la struttura del suolo mediante misure adeguate                                          | - Uso adeguato delle macchine                                              |
| Struttura del suolo: mantenere la struttura del suolo mediante misure adeguate                                          |                                                                            |
| Livello minimo di mantenimento: assicurare un livello minimo di mantenimento ed evitare il deterioramento degli habitat | - Densità di bestiame minime e/o regimi adeguati                           |
| Livello minimo di mantenimento: assicurare un livello minimo di mantenimento ed evitare il deterioramento degli habitat | - Protezione del pascolo permanente                                        |
| Livello minimo di mantenimento: assicurare un livello minimo di mantenimento ed evitare il deterioramento degli habitat | - Mantenimento degli elementi caratteristici del paesaggio                 |
| Livello minimo di mantenimento: assicurare un livello minimo di mantenimento ed evitare il deterioramento degli habitat | - Evitare la propagazione di vegetazione indesiderata sui terreni agricoli |

| Controllo di autorità | GND (DE) 4998436-6 |